# Steyr Pistole M

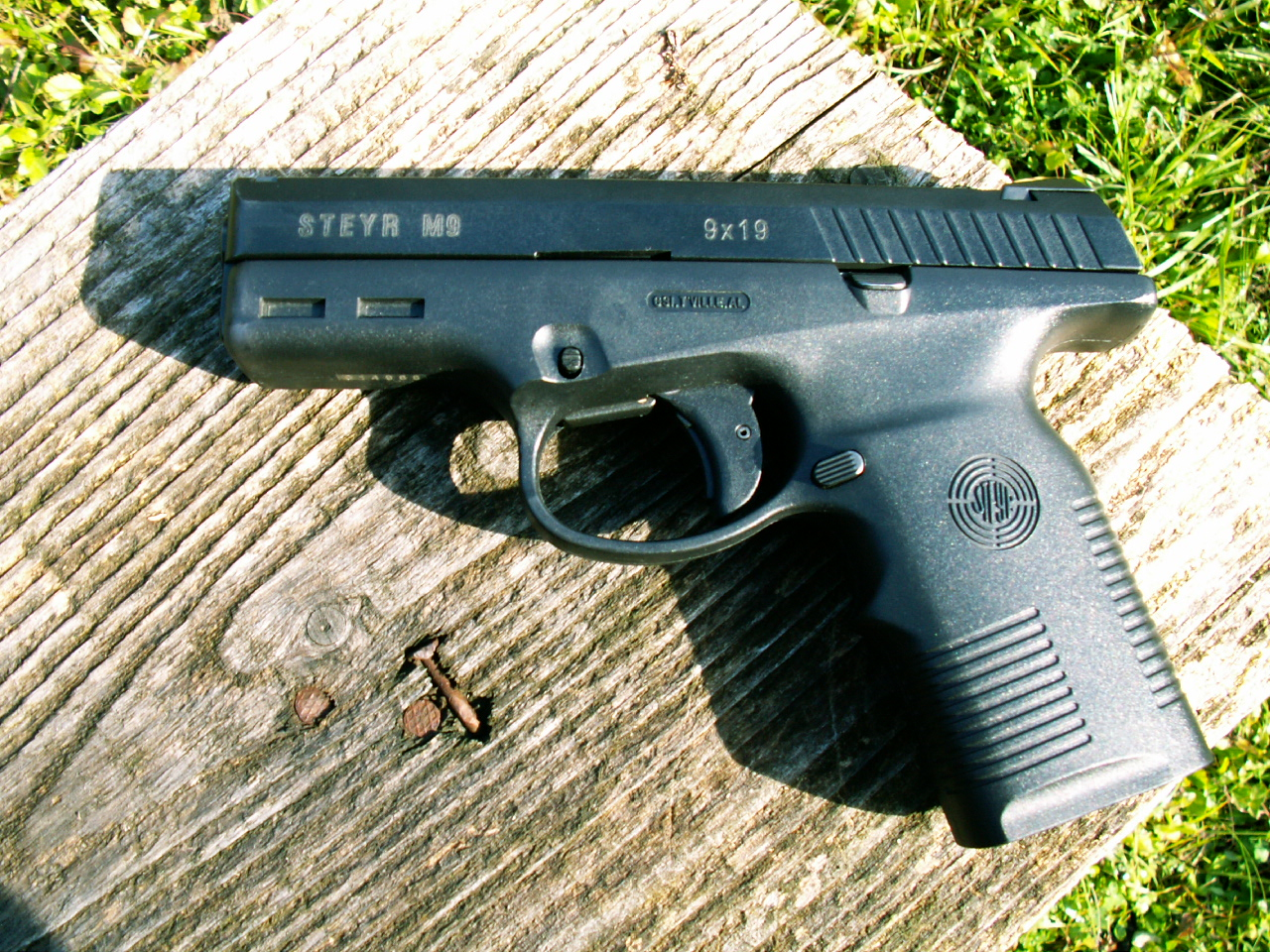
Steyr M Pistole Modell M9

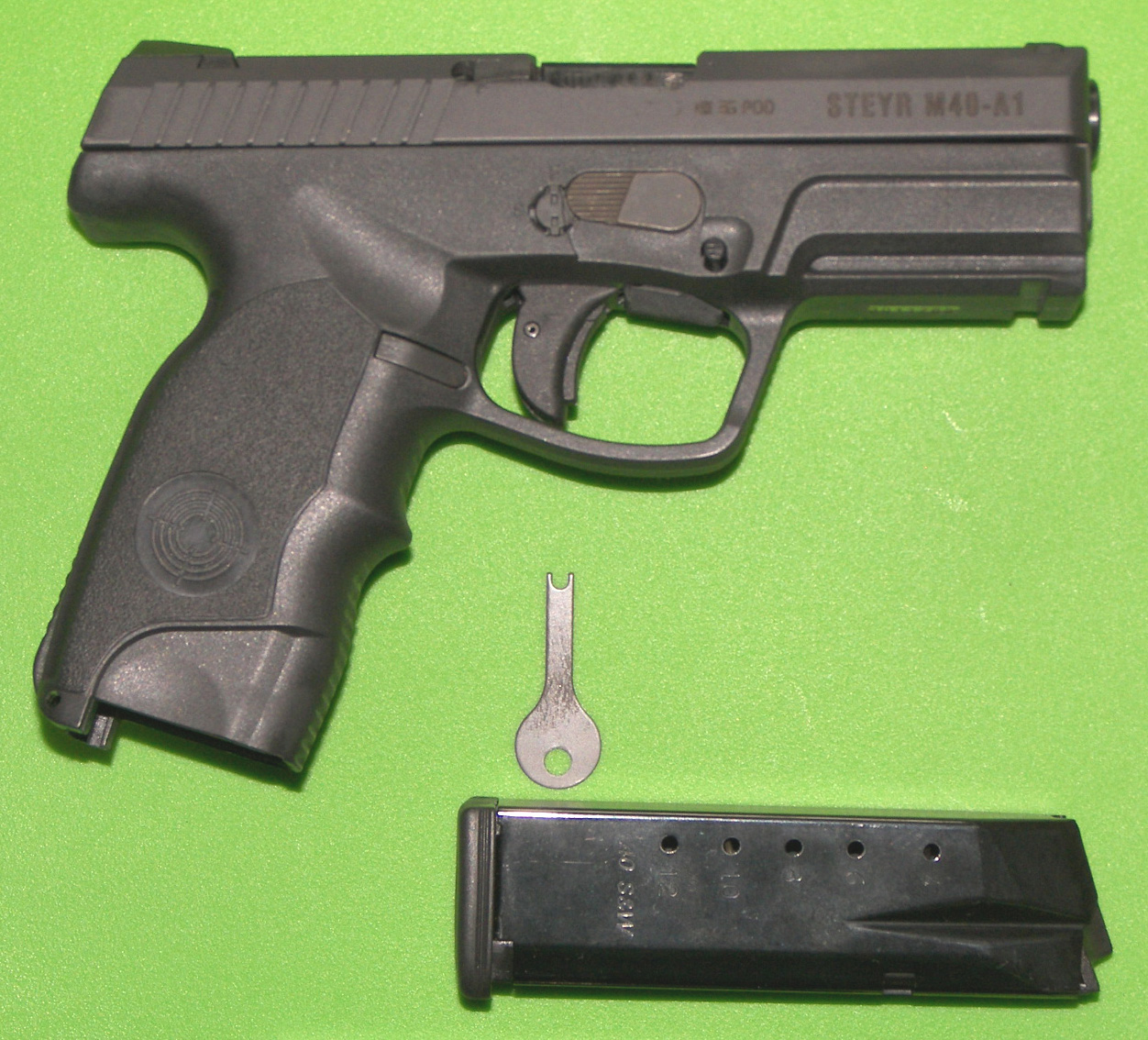
Steyr M-A1 Pistole Modell M40-A1 mit Magazin und Blockierschlüssel

Die aktuelle Steyr-Pistolenfamilie umfasst 2013 die Polymergriffstückpistolen der A1-Modellreihe L, M, C und S, welche in den Kalibern 9 × 19 und .40 S&W hergestellt werden und als die aktuelle, halbautomatische und teilvorgespannte Gebrauchspistole des österreichischen Waffenherstellers Steyr Mannlicher GmbH & Co. KG angeboten werden. Die Modellreihe wurde 1999 mit der Vorstellung der Modelle M357, M40 und M9 eröffnet. Nach Modellüberarbeitungen ersetzen zuerst die M-A1 beziehungsweise S-A1 die ersten Modelle. Anschließend kamen als weiteren Modelle die C-A1 und die L-A1 in Fertigung.

## Geschichte
Überlegungen zu dieser ersten Polymergriffstückpistolenreihe von Steyr Mannlicher stellte in den frühen 1990er Jahren unter anderem der damalige Werksschütze der Firma Glock, Wilhelm Bubits, an. Nach Bubits Wechsel zu Steyr-Mannlicher entwickelte er dort zusammen mit dem Ing. Friedrich Aigner die neuen Steyr M und S Pistolenmodelle. Erstmals vorgestellt wurde das Modell M9 als 9 mm Waffe im Frühjahr 1999. Kurz darauf wurden die gleich großen Modelle M40 im Kaliber .40 S&W und M357 im Kaliber .357SIG, sowie die kleineren subkompakten S-Reihe-Modelle vorgelegt. Im Jahr 2004 erfolgte durch Ing. Friedrich Aigner die Vorlage der aktuellen Modellgruppen M-A1 und S-A1, welche die ersten M und S Modelle ablösten.
Gegenwärtig wird für das Kaliber 9 × 19 mm das Modell M9-A1 hergestellt; etwa für den italienischen Zivilmarkt, kann die M9-A1 auch im Kaliber 9 × 21 mm angeboten werden. Für das Kaliber .40 S&W wird das gleich große Modell M40-A1, sowie wurde bis 2010 das Modell M357-A1 im Kaliber .357 SIG hergestellt.

## Technik
Die M-Pistolen und die S-Pistolen sind leicht gehaltene Polymergriffstückwaffen in kompakter (M- und M-A1-Serien) und subkompakter (S und S-A1-Serien) Ausführung.
Als Merkmale der Pistolen gelten die tief über dem Griff angesetzte Laufachse, ihr Trapezvisier und die Griffstückausformung. Die niedrige Laufachse verringert das Hochschlagen im Schuss, die Trapezvisierung soll schnelle Zielerfassung ermöglichen sowie die Trefferlage verbessern. Eine gute Deutschussleistung der Waffen wird über die ergonomisch optimierte Winkelstellung des Griffstücks von 111° und dessen Ausformung angestrebt.
Die Pistolen werden ausschließlich mit einem  teilvorzuspannendem Double-Action-Only (DAO)-Abzugssystem, Steyr Mannlicher Bezeichnung Reset Action System, angeboten. Der Schlagbolzen ist innenliegend verdeckt, aus dem Schlittengehäuse tritt kein Schlagstück aus.
Im Abzugszüngel ist mittig eine Sicherungstaste integriert, die eine Schussauslösung allein durch den orthogonal einwirkenden Finger sicherstellen soll. Die Pistolen verfügen optional über eine zweite, manuelle Abzugszüngelblockierung, deren Aktivierungsstange beidseitig oberhalb des Abzugsbügels aus dem Gehäuse tritt. Die Aufhebung dieser zweiten Abzugssperre geschieht durch den Abzugsfinger, während dieser die Fühlung zum Abzugszüngel herstellt. Diese zweite Sicherung ist u. a. für den deutschen Markt, aus Produkthaftungsgründen jedoch nicht für den US-Markt verfügbar. Um den Ladezustand überprüfen zu können, ermöglicht in der Draufsicht ein Fenster den Blick in das geschlossene Patronenlager. Ebenfalls optional werden die Pistolen mit einem schlittenrückseitig angebrachten Kammer-Ladestandsanzeiger versehen.
Mittels eines vom Hersteller bereitgestellten Schlüssels oder mit einem Handschellenschlüssel kann die Pistole am Zerlegehebel gesperrt werden. In diesem Zustand kann die Waffe weder abgefeuert noch zerlegt werden. Bei entspannter Pistole reicht das Ausschwenken des Zerlegehebels nach unten, um den Schlitten aus der Ruheposition nach vorne vom Griffstück zu schieben und ihn zu entnehmen.
Die Abzugsgruppe der M-A1 und S-A1 Modelle wurde durch Aigner grundlegend überarbeitet. Hatte man im Bubits-Aigner-Konzept der M und S Modelle keine konstruktive Notwendigkeit für eine interne Fallsicherung gesehen, versah Aigner die neue M-A1 und S-A1 Abzugsgruppe mit einer solchen Fallsicherung.
M-A1 und S-A1 Modelle sind im Vorderbereich des Griffstücks mit einer Picatinny-Schiene ausgestattet. Das werkzeugfreie Anbringen von Lampen oder weiterer Zieleinrichtungen wird hierdurch ermöglicht.
Neben dem Trapezvisier sind herstellerseitig ein Leuchtvisier für den Nachteinsatz und ein Matchvisier optional verfügbar.

## Modellvarianten
| Serie | Modell  | Kaliber                          | Gesamtlänge mm | Lauflänge mm | Höhe mm | Breite mm | Gewicht g | Max. Magazinfüllung |
| ----- | ------- | -------------------------------- | -------------- | ------------ | ------- | --------- | --------- | ------------------- |
| M-A1  | M9-A1   | 9 × 19 mm, 9 × 21 mm auf Anfrage | 183            | 102          | 130     | 30        | 747       | 15                  |
| M-A1  | M40-A1  | .40 S&W                          | 183            | 102          | 130     | 30        | 767       | 12                  |
| M-A1  | M357-A1 | .357 SIG                         | 183            | 102          | 130     | 30        | 778       | 12                  |
| S-A1  | S9-A1   | 9 × 19 mm, 9 × 21 mm auf Anfrage | 166,5          | 92           | 123     | 30        | 664       | 10                  |
| S-A1  | S40-A1  | .40 S&W                          | 170            | 96           | 123     | 30        | 678       | 10                  |
| 1.    |         |                                  |                |              |         |           |           |                     |

## Nutzerstaaten
Die Waffe wurde nicht offiziell als Ordonnanzwaffe eingeführt. Sie wird von Polizeikräften, Sicherheitsdiensten und Privatpersonen weltweit genutzt. Offiziell als Dienstwaffe wurde sie in Malaysia von der Polis Diraja Malaysia und in Mexiko von der Policía Federal Preventiva eingeführt.